# Deutsche Fußball-Amateurmeisterschaft 1953
Deutscher Fußball-Amateurmeister 1953 wurde der SV Bergisch Gladbach 09. Im Finale in Wuppertal siegte Bergisch Gladbach am 28. Juni 1953 mit 3:2 gegen den Homberger SV.

## Teilnehmende Mannschaften
Es nahmen 15 Amateurvertreter aus den Landesverbänden an der Vorrunde teil.
| Mannschaft              | Landesverband      |
| ----------------------- | ------------------ |
| FV Hockenheim 08        | Baden              |
| Würzburger Kickers      | Bayern             |
| Hertha Zehlendorf       | Berlin             |
| TuRa Bremen             | Bremen             |
| TuS Güldenstern Stade   | Hamburg            |
| Borussia Fulda          | Hessen             |
| SV Bergisch Gladbach 09 | Mittelrhein        |
| Homberger SV            | Niederrhein        |
| Eintracht Nordhorn      | Niedersachsen      |
| FC Urbar                | Rheinland          |
| Heider SV               | Schleswig-Holstein |
| FC 08 Villingen         | Südbaden           |
| FSV Schifferstadt       | Südwest            |
| VfB 03 Bielefeld        | Westfalen          |
| VfL Sindelfingen        | Württemberg        |

## Vorrunde
Die Mannschaften wurden in drei Vierergruppen und eine Dreiergruppen eingeteilt. Nach Hin- und Rückspielen qualifizierten sich die Gruppensieger für das Halbfinale.

### Gruppe 1
| Pl. | Verein                | Sp. | S | U | N | Tore    | Diff. | Punkte |
| --- | --------------------- | --- | - | - | - | ------- | ----- | ------ |
| 1.  | VfB 03 Bielefeld      | 6   | 6 | 0 | 0 | 022:600 | +16   | 12:0   |
| 2.  | Hertha Zehlendorf     | 6   | 3 | 1 | 2 | 014:800 | +6    | 07:50  |
| 3.  | TuRa Bremen           | 6   | 1 | 1 | 4 | 013:160 | −3    | 03:90  |
| 4.  | TuS Güldenstern Stade | 6   | 1 | 0 | 5 | 007:260 | −19   | 02:10  |

### Gruppe 2
| Pl. | Verein             | Sp. | S | U | N | Tore    | Diff. | Punkte |
| --- | ------------------ | --- | - | - | - | ------- | ----- | ------ |
| 1.  | Homberger SV       | 6   | 6 | 0 | 0 | 021:110 | +10   | 12:0   |
| 2.  | Eintracht Nordhorn | 6   | 4 | 0 | 2 | 025:170 | +8    | 08:40  |
| 3.  | Borussia Fulda     | 6   | 1 | 1 | 4 | 011:160 | −5    | 03:90  |
| 4.  | Heider SV          | 6   | 0 | 1 | 5 | 010:230 | −13   | 01:11  |

### Gruppe 3
| Pl. | Verein                  | Sp. | S | U | N | Tore    | Diff. | Punkte |
| --- | ----------------------- | --- | - | - | - | ------- | ----- | ------ |
| 1.  | SV Bergisch Gladbach 09 | 6   | 6 | 0 | 0 | 025:600 | +19   | 12:0   |
| 2.  | FV Hockenheim 08        | 6   | 2 | 1 | 3 | 011:130 | −2    | 05:70  |
| 3.  | FSV Schifferstadt       | 6   | 1 | 2 | 3 | 010:180 | −8    | 04:80  |
| 4.  | FC 08 Villingen         | 6   | 1 | 1 | 4 | 008:170 | −9    | 03:90  |

### Gruppe 4
| Pl. | Verein             | Sp. | S | U | N | Tore    | Diff. | Punkte |
| --- | ------------------ | --- | - | - | - | ------- | ----- | ------ |
| 1.  | VfL Sindelfingen   | 4   | 4 | 0 | 0 | 011:300 | +8    | 08:0   |
| 2.  | FC Urbar           | 4   | 2 | 0 | 2 | 010:100 | ±0    | 04:40  |
| 3.  | Würzburger Kickers | 4   | 0 | 0 | 4 | 003:110 | −8    | 0:80   |

## Halbfinale
|                  | Ergebnis |                         |
| ---------------- | -------- | ----------------------- |
| VfB 03 Bielefeld | 2:4      | Homberger SV            |
| VfL Sindelfingen | 0:4      | SV Bergisch Gladbach 09 |

## Finale
| SV Bergisch Gladbach 09                              | SV Bergisch Gladbach 09 | Homberger SV | Homberger SV |
| ---------------------------------------------------- | --- | --- | ------------ |
| SV Bergisch Gladbach 09                              | \| Sonntag, 28. Juni 1953 in Wuppertal (Stadion am Zoo) \| \| Ergebnis: 3:2 (0:1) \| \| Zuschauer: 40.000 \| \| Schiedsrichter: Albert Dusch (Kaiserslautern) \|                             | \| Sonntag, 28. Juni 1953 in Wuppertal (Stadion am Zoo) \| \| Ergebnis: 3:2 (0:1) \| \| Zuschauer: 40.000 \| \| Schiedsrichter: Albert Dusch (Kaiserslautern) \|                                            | Homberger SV |
| SV Bergisch Gladbach 09                              | Hans Hinden – Heinz Esser, Max Tim, Anton Ullmeyer, Günther Hartmann, Heinz Blum, Josef Werheid, Stephan Hochgeschurtz, Werner Förling, Hans Brück, Anton Höffken Cheftrainer: Nicht bekannt | Heinz Schlitzer – Egon van Ackern, H.-Günter Sandt, Franz Klocke, Viktor Rupek, Jan Scholtens, Fritz Schüler, Thomas Lichtrauter, Karl-Heinz Portner, Tini Franse, Dieter Anlahr Cheftrainer: Nicht bekannt | Homberger SV |
| SV Bergisch Gladbach 09                              | 1:1 Förling (55.) 2:1 Höffken (75.) 3:2 Höffken (85.) | 0:1 Klocke (35.) 2:2 Franse (83.) | Homberger SV |
| Sonntag, 28. Juni 1953 in Wuppertal (Stadion am Zoo) | | |              |
| Ergebnis: 3:2 (0:1)                                  | | |              |
| Zuschauer: 40.000                                    | | |              |
| Schiedsrichter: Albert Dusch (Kaiserslautern)        | | |              |